# Женска ватерполо репрезентација Португалије
Женска ватерполо репрезентација Португалије представља Португалију у међународним такмичењима у ватерполу за жене. Репрезентација је до сада наступала два пута на Европском првенству, 1995. и 1997. и оба пута је заузела једанаесто место.

## Историјат
Женски ватерполо у Португалији почео је да се игра крајем осамдесетих година двадесетог века, а први шампионат је одржан у сезони 1987/8. Репрезентација је створена осамдесетих година и достигла је први значајнији успех када се квалификовала за Европског првенство 1995. Португалија је тада заузела једанаесто место, а исти резултат је постигнут две године касније у Севиљи. Трећи наступ репрезентације Португалије биће на Европском првенству 2016. у Београду. Португалија је била домаћин међународним такмичењима као што су Европско првенство за младе 2005. у Порту, и Светско првенство за јуниоре 2007. такође у Порту.

## Резултати

### Европско првенство
- 1985. – Није учествовала
- 1987. – Није учествовала
- 1989. – Није учествовала
- 1991. – Није учествовала
- 1993. – Није учествовала
- 1995. – 11. место
- 1997. – 11. место
- 1999. – Није учествовала
- 2001. – Није учествовала
- 2003. – Није учествовала
- 2006. – Није учествовала
- 2008. – Није учествовала
- 2010. – Није учествовала
- 2012. – Није учествовала
- 2014. – Није учествовала
- 2016. – 10. место